# Sho Asuke
Sho Asuke (足助 翔 Asuke Sho?, nacido el 28 de octubre de 1985 en Tokio) es un exfutbolista japonés. Jugaba de defensa y su último club fue el Kataller Toyama de Japón.

## Trayectoria

### Clubes
| Club            | País  | Año         |
| --------------- | ----- | ----------- |
| Tokyo Verdy     | Japón | 2008        |
| Kataller Toyama | Japón | 2009 - 2013 |

## Estadística de carrera

### J. League
| Club            | Año   | J. League | J. League | Copa J. League | Copa J. League | Total | Total |
| Club            | Año   | Part.     | Goles     | Part.          | Goles          | Part. | Goles |
| --------------- | ----- | --------- | --------- | -------------- | -------------- | ----- | ----- |
| Tokyo Verdy     | 2008  | 0         | 0         | 0              | 0              | 0     | 0     |
| Kataller Toyama | 2009  | 13        | 0         | -              | -              | 13    | 0     |
| Kataller Toyama | 2010  | 17        | 0         | -              | -              | 17    | 0     |
| Kataller Toyama | 2011  | 15        | 2         | -              | -              | 15    | 2     |
| Kataller Toyama | 2012  | 34        | 1         | -              | -              | 34    | 1     |
| Kataller Toyama | 2013  | 21        | 0         | -              | -              | 21    | 0     |
| Total           | Total | 100       | 3         | 0              | 0              | 100   | 3     |